# День святого Фомы
День Святого Фомы (день св. Томаса) — праздник, отмечаемый в ряде стран 21 декабря. Дата 21 декабря связана с тем, что ранее память святого апостола Фомы в Католической церкви праздновалась в этот день. В настоящее время память апостола Фомы в Римско-католической церкви совершается 3 июля, 21 декабря память святого отмечается в некоторых епархиях, среди католиков-традиционалистов, а также в ряде протестантских церквей. В большинстве стран потерял своё религиозное содержание, отмечается вне зависимости от вероисповедной принадлежности.
Празднику, как правило, сопутствуют местные обычаи и традиции. В зависимости от страны, может являться или не являться нерабочим днём. Отмечается в самый короткий и самый тёмный день в году в Северном полушарии планеты Земля.

## Празднование и народные традиции

### Финляндия
Большинство финских компаний предоставляет своим работникам начиная с «Дня Святого Туомаса» каникулы. В Финляндии говорят: «если не месяц гулять — так и заводиться не стоило!» Самый короткий день в году получил название «Антирождество», но к язычеству это никакого отношения не имеет. Есть присказка: «АнтиРождество приносит, Туомас вводит его в дом». с этого дня начинается рождественское застолье (несмотря на то, что ещё три дня продлится рождественский пост): «У кого в день Туомаса нет, у того и на Рождество нет». Непременный атрибут стола «на Туомаса»: копчёные свиные ножки и кровяные колбасы.
В этот день наступает «ночь двух хлебов» — она настолько длинная, что в печах успевают дойти две очереди выпечки. Именно в эту ночь выпекают знаменитый чёрный рождественский хлеб в форме звезды. Кафе, рестораны, бары, а порой и жилые дома очень своеобразно украшают, стилизуя их «под хлев».

### Нидерланды
Все ученики нидерландских школ стараются в «День Святого Томаса» прийти на занятия пораньше. Приходящие пишут на классной доске своё имя. Тот, кто сделает это последним получает прозвище «сонный Томас». Учителя также стремятся не опоздать, ибо в таком случае прозвище прилипнет к ним. В Нидерландах говорят: «Рождество приходит вместе со Святым Томасом», потому все рождественские приготовления у расторопных людей уже позади. Как и в Финляндии, «ночь двух хлебов» для голландцев не пустые слова.

### Гватемала
Покровителем города Чичикастенанго в Гватемале является святой Фома, в связи с чем «День Святого Томаса» — один из главных местных праздников. В этот день индейцы собираются в городе, чтобы весело отметить «День Святого Томаса» с музыкой, танцами, красочными театрализованными представлениями. Вокруг церкви Санто-Томас и святилища Паскуаль-Аба проходят театрализованные шествия, а изображение апостола Фомы проносят по улицам Чичикастенанго. Праздничная процессия сопровождается салютами, фейерверками, и духовым оркестром.